# 高速自動車国道法
高速自動車国道法（こうそくじどうしゃこくどうほう、昭和32年4月25日法律第79号）は、高速自動車国道の整備、管理等に関する日本の法律である。
この法律の目的は、｢高速自動車国道に関して、道路法（昭和27年法律第180号）に定めるもののほか、路線の指定、整備計画、管理、構造、保全等に関する事項を定め、もつて高速自動車国道の整備を図り、自動車交通の発達に寄与すること｣（1条）とされている。
日本国政府が、日本の高速道路建設の実現に向けて世界銀行に融資を求めた際に、1956年（昭和31年）に来日したアメリカ合衆国のワトキンス調査団から、日本の高速道路実現の是非について提出された報告書、通称「ワトキンス・レポート」の冒頭の内容は、当時の日本の道路事情の劣悪さを痛烈に批判するものであった。
ラルフ・ワトキンスの発言に刺激された日本国政府は、翌年の1957年（昭和32年）に高速自動車国道法を制定し、これまで鉄道優先としてきた陸上交通政策から、高速道路建設へと舵を切ることとなった。

## 構成
- 第1章 総則
- 第2章 管理
- 第3章 雑則
- 第4章 罰則
- 附則

## 用語
- 予定路線 - 3条の規定による高速自動車国道として建設すべき道路の路線
- 整備計画 - 5条の規定による高速自動車国道の新設に関する計画
- 連結許可 - 11条の2の規定により11条に定める施設を高速自動車国道に連結させる許可

## 委任命令
- 高速自動車国道の路線を指定する政令（昭和32年政令第275号） - 4条の規定により委任される命令。高速自動車国道の路線を指定している。